# Cordia tomentosa
Cordia tomentosa là loài thực vật có hoa trong họ Mồ hôi. Loài này được (Lam.) Schult. mô tả khoa học đầu tiên năm 1819.